# Campeonato Mundial de Patinaje Artístico sobre Hielo
El Campeonato Mundial de Patinaje Artístico sobre Hielo es la competición de patinaje artístico sobre hielo más importante a nivel internacional. Es organizado anualmente desde 1896 por la Unión Internacional de Patinaje sobre Hielo (ISU).

## Historia
El primer Campeonato Mundial de Patinaje Artístico fue realizado en 1896, en San Petersburgo, limitado solo al concurso masculino. En la undécima edición (1906) se introdujo el concurso individual femenino, aunque no reconocido como parte del "Campeonato Mundial", sino como una prueba del "Campeonato ISU de Patinaje Artístico". La prueba de parejas se disputó por primera vez en 1908. Así se mantuvo el evento por un par de años, con la denominación oficial de "Campeonato Mundial" sólo reservada para la competición masculina, hasta que en 1924 la ISU decidió incluir los concursos femenino y por parejas en el término del "Campeonato Mundial".
El campeonato fue suspendido tres veces: entre 1915 y 1922 debido a la Primera Guerra Mundial, entre 1940 y 1946 por la Segunda Guerra Mundial y en 1961 a causa de la muerte de todo el equipo estadounidense en el accidente del vuelo 548 de Sabena un par de días antes del inicio del campeonato.
Desde 1947 el evento se efectúa en una sola sede, anteriormente los tres concursos se realizaban en ciudades y fechas distintas. La prueba de danza sobre hielo forma parte del programa desde 1952.

## Categorías
Las categorías de las que consta el campeonato son cuatro:
- Masculino individual
- Femenino individual
- Parejas
- Danza sobre hielo

## Ediciones
| Núm.     | Año         | Sede                                                                                        | Masculino                                                                                   | Femenino                                                                                    | Parejas                                                                                     | Danza en hielo                                                                              |
| -------- | ----------- | ------------------------------------------------------------------------------------------- | ------------------------------------------------------------------------------------------- | ------------------------------------------------------------------------------------------- | ------------------------------------------------------------------------------------------- | ------------------------------------------------------------------------------------------- |
| I        | 1896        | San Petersburgo · ( Rusia)                                                                  | Gilbert Fuchs Alemania                                                                      | —                                                                                           | —                                                                                           | —                                                                                           |
| II       | 1897        | Estocolmo · ( Suecia)                                                                       | Gustav Hügel Austria                                                                        | —                                                                                           | —                                                                                           | —                                                                                           |
| III      | 1898        | Londres ( Reino Unido)                                                                      | Henning Grenander · Suecia                                                                  | —                                                                                           | —                                                                                           | —                                                                                           |
| IV       | 1899        | Davos · ( Suiza)                                                                            | Gustav Hügel Austria                                                                        | —                                                                                           | —                                                                                           | —                                                                                           |
| V        | 1900        | Davos · ( Suiza)                                                                            | Gustav Hügel Austria                                                                        | —                                                                                           | —                                                                                           | —                                                                                           |
| VI       | 1901        | Estocolmo · ( Suecia)                                                                       | Ulrich Salchow · Suecia                                                                     | —                                                                                           | —                                                                                           | —                                                                                           |
| VII      | 1902        | Londres ( Reino Unido)                                                                      | Ulrich Salchow · Suecia                                                                     | —                                                                                           | —                                                                                           | —                                                                                           |
| VIII     | 1903        | San Petersburgo · ( Rusia)                                                                  | Ulrich Salchow · Suecia                                                                     | —                                                                                           | —                                                                                           | —                                                                                           |
| IX       | 1904        | Berlín ( Alemania)                                                                          | Ulrich Salchow · Suecia                                                                     | —                                                                                           | —                                                                                           | —                                                                                           |
| X        | 1905        | Estocolmo · ( Suecia)                                                                       | Ulrich Salchow · Suecia                                                                     | —                                                                                           | —                                                                                           | —                                                                                           |
| XI       | 1906        | Múnich · ( Alemania) · Davos · ( Suiza)                                                     | Gilbert Fuchs Alemania                                                                      | Madge Syers Reino Unido                                                                     | —                                                                                           | —                                                                                           |
| XII      | 1907        | Viena ( Austria)                                                                            | Ulrich Salchow · Suecia                                                                     | Madge Syers Reino Unido                                                                     | —                                                                                           | —                                                                                           |
| XIII     | 1908        | Troppau · ( Austria) · San Petersburgo · ( Rusia)                                           | Ulrich Salchow · Suecia                                                                     | Lily Kronberger Hungría                                                                     | Anna Hübler Heinrich Burger Alemania                                                        | —                                                                                           |
| XIV      | 1909        | Estocolmo · ( Suecia) · Budapest · ( Hungría)                                               | Ulrich Salchow · Suecia                                                                     | Lily Kronberger Hungría                                                                     | Phyllis Johnson James Johnson Reino Unido                                                   | —                                                                                           |
| XV       | 1910        | Davos · ( Suiza) · Berlín · ( Alemania)                                                     | Ulrich Salchow · Suecia                                                                     | Lily Kronberger Hungría                                                                     | Anna Hübler Heinrich Burger Alemania                                                        | —                                                                                           |
| XVI      | 1911        | Berlín ( Alemania) Viena ( Austria)                                                         | Ulrich Salchow · Suecia                                                                     | Lily Kronberger Hungría                                                                     | Ludowika Eilers · Walter Jakobsson · Alemania · Finlandia                                   | —                                                                                           |
| XVII     | 1912        | Mánchester · ( Reino Unido) · Davos · ( Suiza)                                              | Fritz Kachler Austria                                                                       | Opika von Meray Horvath Hungría                                                             | Phyllis Johnson James Johnson Reino Unido                                                   | —                                                                                           |
| XVIII    | 1913        | Viena · ( Austria) · Estocolmo · ( Suecia)                                                  | Fritz Kachler Austria                                                                       | Opika von Meray Horvath Hungría                                                             | Helene Engelmann Karl Mejstrik Austria                                                      | —                                                                                           |
| XIX      | 1914        | Helsinki · ( Finlandia) · St. Moritz · ( Suiza)                                             | Gösta Sandahl · Suecia                                                                      | Opika von Meray Horvath Hungría                                                             | Ludowika Jakobsson · Walter Jakobsson · Finlandia                                           | —                                                                                           |
| —        | 1915 – 1921 | Cancelados debido a la Primera Guerra Mundial                                               | Cancelados debido a la Primera Guerra Mundial                                               | Cancelados debido a la Primera Guerra Mundial                                               | Cancelados debido a la Primera Guerra Mundial                                               | Cancelados debido a la Primera Guerra Mundial                                               |
| XX       | 1922        | Estocolmo · ( Suecia) · Davos · ( Suiza)                                                    | Gillis Grafström · Suecia                                                                   | Herma Szabo · Austria                                                                       | Helene Engelmann · Alfred Berger · Austria                                                  | —                                                                                           |
| XXI      | 1923        | Viena · ( Austria) · Kristiania · ( Noruega)                                                | Fritz Kachler · Austria                                                                     | Herma Szabo · Austria                                                                       | Ludowika Jakobsson · Walter Jakobsson · Finlandia                                           | —                                                                                           |
| XXII     | 1924        | Mánchester · ( Reino Unido) · Kristiania · ( Noruega)                                       | Gillis Grafström · Suecia                                                                   | Herma Szabo · Austria                                                                       | Helene Engelmann · Alfred Berger · Austria                                                  | —                                                                                           |
| XXIII    | 1925        | Viena · ( Austria) · Davos · ( Suiza)                                                       | Willy Böckl · Austria                                                                       | Herma Szabo · Austria                                                                       | Herma Szabo · Ludwig Wrede · Austria                                                        | —                                                                                           |
| XXIV     | 1926        | Berlín · ( Alemania) · Estocolmo · ( Suecia)                                                | Willy Böckl · Austria                                                                       | Herma Szabo · Austria                                                                       | Andrée Joly Pierre Brunet Francia                                                           | —                                                                                           |
| XXV      | 1927        | Davos · ( Suiza) · Oslo · ( Noruega) · Viena · ( Austria)                                   | Willy Böckl · Austria                                                                       | Sonja Henie · Noruega                                                                       | Herma Szabo · Ludwig Wrede · Austria                                                        | —                                                                                           |
| XXVI     | 1928        | Berlín · ( Alemania) · Londres · ( Reino Unido)                                             | Willy Böckl · Austria                                                                       | Sonja Henie · Noruega                                                                       | Andrée Joly Pierre Brunet Francia                                                           | —                                                                                           |
| XXVII    | 1929        | Londres · ( Reino Unido) · Budapest · ( Hungría)                                            | Gillis Grafström · Suecia                                                                   | Sonja Henie · Noruega                                                                       | Lily Scholz · Otto Kaiser · Austria                                                         | —                                                                                           |
| XXVIII   | 1930        | Nueva York ( Estados Unidos)                                                                | Karl Schäfer · Austria                                                                      | Sonja Henie · Noruega                                                                       | Andrée Brunet Pierre Brunet Francia                                                         | —                                                                                           |
| XXIX     | 1931        | Berlín · ( Alemania)                                                                        | Karl Schäfer · Austria                                                                      | Sonja Henie · Noruega                                                                       | Emilia Rotter · Laszlo Szollas · Hungría                                                    | —                                                                                           |
| XXX      | 1932        | Montreal · ( Canadá)                                                                        | Karl Schäfer · Austria                                                                      | Sonja Henie · Noruega                                                                       | Andrée Brunet Pierre Brunet Francia                                                         | —                                                                                           |
| XXXI     | 1933        | Zúrich · ( Suiza) · Estocolmo · ( Suecia)                                                   | Karl Schäfer · Austria                                                                      | Sonja Henie · Noruega                                                                       | Emilia Rotter · Laszlo Szollas · Hungría                                                    | —                                                                                           |
| XXXII    | 1934        | Estocolmo · ( Suecia) · Oslo · ( Noruega) · Helsinki ( Finlandia)                           | Karl Schäfer · Austria                                                                      | Sonja Henie · Noruega                                                                       | Emilia Rotter · Laszlo Szollas · Hungría                                                    | —                                                                                           |
| XXXIII   | 1935        | Budapest · ( Hungría) · Viena · ( Austria)                                                  | Karl Schäfer · Austria                                                                      | Sonja Henie · Noruega                                                                       | Emilia Rotter · Laszlo Szollas · Hungría                                                    | —                                                                                           |
| XXXIV    | 1936        | París ( Francia)                                                                            | Karl Schäfer · Austria                                                                      | Sonja Henie · Noruega                                                                       | Maxi Herber Ernst Baier Alemania                                                            | —                                                                                           |
| XXXV     | 1937        | Viena · ( Austria) · Londres · ( Reino Unido)                                               | Felix Kaspar · Austria                                                                      | Cecilia Colledge Reino Unido                                                                | Maxi Herber Ernst Baier Alemania                                                            | —                                                                                           |
| XXXVI    | 1938        | Berlín · ( Alemania) · Estocolmo · ( Suecia)                                                | Felix Kaspar · Austria                                                                      | Megan Taylor Reino Unido                                                                    | Maxi Herber Ernst Baier Alemania                                                            | —                                                                                           |
| XXXVII   | 1939        | Budapest · ( Hungría) · Praga · ( Checoslovaquia)                                           | Graham Sharp Reino Unido                                                                    | Megan Taylor Reino Unido                                                                    | Maxi Herber Ernst Baier Alemania                                                            | —                                                                                           |
| —        | 1940 – 1946 | Cancelados debido a la Segunda Guerra Mundial                                               | Cancelados debido a la Segunda Guerra Mundial                                               | Cancelados debido a la Segunda Guerra Mundial                                               | Cancelados debido a la Segunda Guerra Mundial                                               | Cancelados debido a la Segunda Guerra Mundial                                               |
| XXXVIII  | 1947        | Estocolmo · ( Suecia)                                                                       | Hans Gerschwiler · Suiza                                                                    | Barbara Ann Scott · Canadá                                                                  | Micheline Lannoy · Pierre Baugniet · Bélgica                                                | —                                                                                           |
| XXXIX    | 1948        | Davos · ( Suiza)                                                                            | Richard Button Estados Unidos                                                               | Barbara Ann Scott · Canadá                                                                  | Micheline Lannoy · Pierre Baugniet · Bélgica                                                | —                                                                                           |
| XL       | 1949        | París ( Francia)                                                                            | Richard Button Estados Unidos                                                               | Elena Vrzanova · República Checa                                                            | Andrea Kekess · Ede Kiraly · Hungría                                                        | —                                                                                           |
| XLI      | 1950        | Londres ( Reino Unido)                                                                      | Richard Button Estados Unidos                                                               | Elena Vrzanova · República Checa                                                            | Karol Kennedy Peter Kennedy Estados Unidos                                                  | —                                                                                           |
| XLII     | 1951        | Milán · ( Italia)                                                                           | Richard Button Estados Unidos                                                               | Jeannette Altwegg Reino Unido                                                               | Ria Baran Paul Falk RFA                                                                     | —                                                                                           |
| XLIII    | 1952        | París ( Francia)                                                                            | Richard Button Estados Unidos                                                               | Jacqueline du Bief Francia                                                                  | Ria Baran Paul Falk RFA                                                                     | Lawrence Demmy Jean Westwood Reino Unido                                                    |
| XLIV     | 1953        | Davos · ( Suiza)                                                                            | Hayes Alan Jenkins Estados Unidos                                                           | Tenley Albright Estados Unidos                                                              | Jennifer Nicks John Nicks Reino Unido                                                       | Lawrence Demmy Jean Westwood Reino Unido                                                    |
| XLV      | 1954        | Oslo · ( Noruega)                                                                           | Hayes Alan Jenkins Estados Unidos                                                           | Gundi Busch RFA                                                                             | Frances Dafoe · Dorris Bowden · Canadá                                                      | Lawrence Demmy Jean Westwood Reino Unido                                                    |
| XLVI     | 1955        | Viena · ( Austria)                                                                          | Hayes Alan Jenkins Estados Unidos                                                           | Tenley Albright Estados Unidos                                                              | Frances Dafoe · Dorris Bowden · Canadá                                                      | Lawrence Demmy Jean Westwood Reino Unido                                                    |
| XLVII    | 1956        | Garmisch-Partenkirchen ( RFA)                                                               | Hayes Alan Jenkins Estados Unidos                                                           | Carol Heiss Estados Unidos                                                                  | Sissy Schwartz · Kurt Oppelt · Austria                                                      | Pamela Weight Paul Thomas Reino Unido                                                       |
| XLVIII   | 1957        | Colorado Springs ( Estados Unidos)                                                          | David Jenkins Estados Unidos                                                                | Carol Heiss Estados Unidos                                                                  | Barbara Wagner · Robert Paul · Canadá                                                       | June Markham Courtney Jones Reino Unido                                                     |
| XLIX     | 1958        | París ( Francia)                                                                            | David Jenkins Estados Unidos                                                                | Carol Heiss Estados Unidos                                                                  | Barbara Wagner · Robert Paul · Canadá                                                       | June Markham Courtney Jones Reino Unido                                                     |
| L        | 1959        | Colorado Springs ( Estados Unidos)                                                          | David Jenkins Estados Unidos                                                                | Carol Heiss Estados Unidos                                                                  | Barbara Wagner · Robert Paul · Canadá                                                       | Doreen Denny Courtney Jones Reino Unido                                                     |
| LI       | 1960        | Vancouver · ( Canadá)                                                                       | Alain Giletti Francia                                                                       | Carol Heiss Estados Unidos                                                                  | Barbara Wagner · Robert Paul · Canadá                                                       | Doreen Denny Courtney Jones Reino Unido                                                     |
| —        | 1961        | Anulación del campeonato debido a la muerte del equipo estadounidense en un accidente aéreo | Anulación del campeonato debido a la muerte del equipo estadounidense en un accidente aéreo | Anulación del campeonato debido a la muerte del equipo estadounidense en un accidente aéreo | Anulación del campeonato debido a la muerte del equipo estadounidense en un accidente aéreo | Anulación del campeonato debido a la muerte del equipo estadounidense en un accidente aéreo |
| LII      | 1962        | Praga ( Checoslovaquia)                                                                     | Donald Jackson · Canadá                                                                     | Sjoukje Dijkstra · Países Bajos                                                             | Maria Jelinek · Otto Jelinek · Canadá                                                       | Eva Romanova · Pavel Roman · República Checa                                                |
| LIII     | 1963        | Cortina d’Ampezzo · ( Italia)                                                               | Donald McPherson · Canadá                                                                   | Sjoukje Dijkstra · Países Bajos                                                             | Marika Kilius Hans Jurgen Baumler RFA                                                       | Eva Romanova · Pavel Roman · República Checa                                                |
| LIV      | 1964        | Dortmund ( RFA)                                                                             | Manfred Schnelldorfer RFA                                                                   | Sjoukje Dijkstra · Países Bajos                                                             | Marika Kilius Hans Jurgen Baumler RFA                                                       | Eva Romanova · Pavel Roman · República Checa                                                |
| LV       | 1965        | Colorado Springs ( Estados Unidos)                                                          | Alain Calmat Francia                                                                        | Petra Burka · Canadá                                                                        | Liudmila Belousova Oleg Protopopov URSS                                                     | Eva Romanova · Pavel Roman · República Checa                                                |
| LVI      | 1966        | Davos · ( Suiza)                                                                            | Emmerich Danzer · Austria                                                                   | Peggy Fleming Estados Unidos                                                                | Liudmila Belousova Oleg Protopopov URSS                                                     | Diane Towler Bernard Ford Reino Unido                                                       |
| LVII     | 1967        | Viena · ( Austria)                                                                          | Emmerich Danzer · Austria                                                                   | Peggy Fleming Estados Unidos                                                                | Liudmila Belousova Oleg Protopopov URSS                                                     | Diane Towler Bernard Ford Reino Unido                                                       |
| LVIII    | 1968        | Ginebra · ( Suiza)                                                                          | Emmerich Danzer · Austria                                                                   | Peggy Fleming Estados Unidos                                                                | Liudmila Belousova Oleg Protopopov URSS                                                     | Diane Towler Bernard Ford Reino Unido                                                       |
| LIX      | 1969        | Colorado Springs ( Estados Unidos)                                                          | Tim Wood Estados Unidos                                                                     | Gabriele Seyfert RDA                                                                        | Irina Rodnina Alexei Ulanov URSS                                                            | Diane Towler Bernard Ford Reino Unido                                                       |
| LX       | 1970        | Liubliana ( Yugoslavia)                                                                     | Tim Wood Estados Unidos                                                                     | Gabriele Seyfert RDA                                                                        | Irina Rodnina Alexei Ulanov URSS                                                            | Liudmila Pajomova Alexandr Gorshkov URSS                                                    |
| LXI      | 1971        | Lyon ( Francia)                                                                             | Ondrej Nepela Checoslovaquia                                                                | Beatrix Schuba · Austria                                                                    | Irina Rodnina Alexei Ulanov URSS                                                            | Liudmila Pajomova Alexandr Gorshkov URSS                                                    |
| LXII     | 1972        | Calgary · ( Canadá)                                                                         | Ondrej Nepela Checoslovaquia                                                                | Beatrix Schuba · Austria                                                                    | Irina Rodnina Alexei Ulanov URSS                                                            | Liudmila Pajomova Alexandr Gorshkov URSS                                                    |
| LXIII    | 1973        | Bratislava ( Checoslovaquia)                                                                | Ondrej Nepela Checoslovaquia                                                                | Karen Magnussen · Canadá                                                                    | Irina Rodnina Alexandr Zaitsev URSS                                                         | Liudmila Pajomova Alexandr Gorshkov URSS                                                    |
| LXIV     | 1974        | Múnich ( RFA)                                                                               | Jan Hoffmann RDA                                                                            | Christine Errath RDA                                                                        | Irina Rodnina Alexandr Zaitsev URSS                                                         | Liudmila Pajomova Alexandr Gorshkov URSS                                                    |
| LXV      | 1975        | Colorado Springs ( Estados Unidos)                                                          | Serguei Volkov URSS                                                                         | Diane De Leeuw · Países Bajos                                                               | Irina Rodnina Alexandr Zaitsev URSS                                                         | Irina Moiseyeva Andrei Minenkov URSS                                                        |
| LXVI     | 1976        | Gotemburgo · ( Suecia)                                                                      | John Curry Reino Unido                                                                      | Dorothy Hamill Estados Unidos                                                               | Irina Rodnina Alexandr Zaitsev URSS                                                         | Liudmila Pajomova Alexandr Gorshkov URSS                                                    |
| LXVII    | 1977        | Tokio ( Japón)                                                                              | Vladimir Kovaliov URSS                                                                      | Linda Fratianne Estados Unidos                                                              | Irina Rodnina Alexandr Zaitsev URSS                                                         | Irina Moiseyeva Andrei Minenkov URSS                                                        |
| LXVIII   | 1978        | Ottawa · ( Canadá)                                                                          | Charles Tickner Estados Unidos                                                              | Annett Poetzsch RDA                                                                         | Irina Rodnina Alexandr Zaitsev URSS                                                         | Natalia Linichuk Guennadi Karponosov URSS                                                   |
| LXIX     | 1979        | Viena · ( Austria)                                                                          | Vladimir Kovaliov URSS                                                                      | Linda Fratianne Estados Unidos                                                              | Tai Babilonia Randy Gardner Estados Unidos                                                  | Natalia Linichuk Guennadi Karponosov URSS                                                   |
| LXX      | 1980        | Dortmund ( RFA)                                                                             | Jan Hoffmann RDA                                                                            | Annett Poetzsch RDA                                                                         | Marina Cherkasova Serguei Shajrai URSS                                                      | Krisztina Regöczy · Andras Sallay · Hungría                                                 |
| LXXI     | 1981        | Hartford ( Estados Unidos)                                                                  | Scott Hamilton Estados Unidos                                                               | Denise Biellmann · Suiza                                                                    | Irina Vorobiova Igor Lisovski URSS                                                          | Jayne Torvill Christopher Dean Reino Unido                                                  |
| LXXII    | 1982        | Copenhague ( Dinamarca)                                                                     | Scott Hamilton Estados Unidos                                                               | Elaine Zayak Estados Unidos                                                                 | Sabine Baess Tassilo Thierbach RDA                                                          | Jayne Torvill Christopher Dean Reino Unido                                                  |
| LXXIII   | 1983        | Helsinki · ( Finlandia)                                                                     | Scott Hamilton Estados Unidos                                                               | Rosalyn Sumners Estados Unidos                                                              | Yelena Valova Oleg Vasiliev URSS                                                            | Jayne Torvill Christopher Dean Reino Unido                                                  |
| LXXIV    | 1984        | Ottawa · ( Canadá)                                                                          | Scott Hamilton Estados Unidos                                                               | Katarina Witt RDA                                                                           | Barbara Underhill · Paul Martini · Canadá                                                   | Jayne Torvill Christopher Dean Reino Unido                                                  |
| LXXV     | 1985        | Tokio ( Japón)                                                                              | Alexandr Fadeyev URSS                                                                       | Katarina Witt RDA                                                                           | Yelena Valova Oleg Vasiliev URSS                                                            | Natalia Bestemianova Andrei Bukin URSS                                                      |
| LXXVI    | 1986        | Ginebra · ( Suiza)                                                                          | Brian Boitano Estados Unidos                                                                | Debi Thomas Estados Unidos                                                                  | Yekaterina Gordeyeva Serguei Grinkov URSS                                                   | Natalia Bestemianova Andrei Bukin URSS                                                      |
| LXXVII   | 1987        | Cincinnati ( Estados Unidos)                                                                | Brian Orser · Canadá                                                                        | Katarina Witt RDA                                                                           | Yekaterina Gordeyeva Serguei Grinkov URSS                                                   | Natalia Bestemianova Andrei Bukin URSS                                                      |
| LXXVIII  | 1988        | Budapest · ( Hungría)                                                                       | Brian Boitano Estados Unidos                                                                | Katarina Witt RDA                                                                           | Yelena Valova Oleg Vasiliev URSS                                                            | Natalia Bestemianova Andrei Bukin URSS                                                      |
| LXXIX    | 1989        | París ( Francia)                                                                            | Kurt Browning · Canadá                                                                      | Midori Ito Japón                                                                            | Yekaterina Gordeyeva Serguei Grinkov URSS                                                   | Marina Klimova Serguei Ponomarenko URSS                                                     |
| LXXX     | 1990        | Halifax · ( Canadá)                                                                         | Kurt Browning · Canadá                                                                      | Jill Trenary Estados Unidos                                                                 | Yekaterina Gordeyeva Serguei Grinkov URSS                                                   | Marina Klimova Serguei Ponomarenko URSS                                                     |
| LXXXI    | 1991        | Múnich · ( Alemania)                                                                        | Kurt Browning · Canadá                                                                      | Kristi Yamaguchi Estados Unidos                                                             | Natalia Mishkutionok Artur Dmitriyev URSS                                                   | Isabelle Duchesnay Paul Duchesnay Francia                                                   |
| LXXXII   | 1992        | Oakland ( Estados Unidos)                                                                   | Viktor Petrenko · Rusia                                                                     | Kristi Yamaguchi Estados Unidos                                                             | Natalia Mishkutionok · Artur Dmitriyev · Rusia                                              | Marina Klimova · Serguei Ponomarenko · Rusia                                                |
| LXXXIII  | 1993        | Praga · ( República Checa)                                                                  | Kurt Browning · Canadá                                                                      | Oxana Bayul · Ucrania                                                                       | Isabelle Brasseur · Lloyd Eisler · Canadá                                                   | Maya Usova · Alexandr Zhulin · Rusia                                                        |
| LXXXIV   | 1994        | Makuhari ( Japón)                                                                           | Elvis Stojko · Canadá                                                                       | Yuka Sato Japón                                                                             | Yevgueniya Shishkova · Vadim Naumov · Rusia                                                 | Oxana Grishchuk · Yevgueni Platov · Rusia                                                   |
| LXXXV    | 1995        | Birmingham ( Reino Unido)                                                                   | Elvis Stojko · Canadá                                                                       | Lu Chen China                                                                               | Radka Kovarikova · Rene Novotny · República Checa                                           | Oxana Grishchuk · Yevgueni Platov · Rusia                                                   |
| LXXXVI   | 1996        | Edmonton · ( Canadá)                                                                        | Todd Eldredge Estados Unidos                                                                | Michelle Kwan Estados Unidos                                                                | Marina Yeltsova · Andrei Bushkov · Rusia                                                    | Oxana Grishchuk · Yevgueni Platov · Rusia                                                   |
| LXXXVII  | 1997        | Lausana · ( Suiza)                                                                          | Elvis Stojko · Canadá                                                                       | Tara Lipinski Estados Unidos                                                                | Mandy Wötzel · Ingo Steuer · Alemania                                                       | Oxana Grishchuk · Yevgueni Platov · Rusia                                                   |
| LXXXVIII | 1998        | Mineápolis ( Estados Unidos)                                                                | Alexei Yagudin · Rusia                                                                      | Michelle Kwan Estados Unidos                                                                | Yelena Berezhnaya · Anton Sijarulidze · Rusia                                               | Anzhelika Krylova · Oleg Ovsiannikov · Rusia                                                |
| LXXXIX   | 1999        | Helsinki · ( Finlandia)                                                                     | Alexei Yagudin · Rusia                                                                      | Mariya Butyrskaya · Rusia                                                                   | Yelena Berezhnaya · Anton Sijarulidze · Rusia                                               | Anzhelika Krylova · Oleg Ovsiannikov · Rusia                                                |
| XC       | 2000        | Niza ( Francia)                                                                             | Alexei Yagudin · Rusia                                                                      | Michelle Kwan Estados Unidos                                                                | Mariya Petrova · Alexei Tijonov · Rusia                                                     | Marina Anisina Gwendal Peizerat Francia                                                     |
| XCI      | 2001        | Vancouver · ( Canadá)                                                                       | Yevgueni Pliushchenko · Rusia                                                               | Michelle Kwan Estados Unidos                                                                | Jamie Sale · David Pelletier · Canadá                                                       | Barbara Fusar-Poli · Maurizio Margaglio · Italia                                            |
| XCII     | 2002        | Nagano ( Japón)                                                                             | Alexei Yagudin · Rusia                                                                      | Irina Slutskaya · Rusia                                                                     | Xue Shen Hongbo Zhao China                                                                  | Irina Lobachova · Ilia Averbuj · Rusia                                                      |
| XCIII    | 2003        | Washington ( Estados Unidos)                                                                | Yevgueni Pliushchenko · Rusia                                                               | Michelle Kwan Estados Unidos                                                                | Xue Shen Hongbo Zhao China                                                                  | Shae-Lynn Bourne · Victor Kraatz · Canadá                                                   |
| XCIV     | 2004        | Dortmund · ( Alemania)                                                                      | Yevgueni Pliushchenko · Rusia                                                               | Shizuka Arakawa Japón                                                                       | Tatiana Totmianina · Maxim Marinin · Rusia                                                  | Tatiana Navka · Roman Kostomarov · Rusia                                                    |
| XCV      | 2005        | Moscú · ( Rusia)                                                                            | Stéphane Lambiel · Suiza                                                                    | Irina Slutskaya · Rusia                                                                     | Tatiana Totmianina · Maxim Marinin · Rusia                                                  | Tatiana Navka · Roman Kostomarov · Rusia                                                    |
| XCVI     | 2006        | Calgary · ( Canadá)                                                                         | Stéphane Lambiel · Suiza                                                                    | Kimmie Meissner Estados Unidos                                                              | Qing Pang Jian Tong China                                                                   | Albena Denkova Maxim Staviski Bulgaria                                                      |
| XCVII    | 2007        | Tokio ( Japón)                                                                              | Brian Joubert Francia                                                                       | Miki Ando Japón                                                                             | Xue Shen Hongbo Zhao China                                                                  | Albena Denkova Maxim Staviski Bulgaria                                                      |
| XCVIII   | 2008        | Gotemburgo · ( Suecia)                                                                      | Jeffrey Buttle · Canadá                                                                     | Mao Asada Japón                                                                             | Aliona Savchenko · Robin Szolkowy · Alemania                                                | Isabelle Delobel Olivier Schoenefelder Francia                                              |
| XCIX     | 2009        | Los Ángeles ( Estados Unidos)                                                               | Evan Lysacek Estados Unidos                                                                 | Kim Yu-Na Corea del Sur                                                                     | Aliona Savchenko · Robin Szolkowy · Alemania                                                | Oxana Domnina · Maxim Shabalin · Rusia                                                      |
| C        | 2010        | Turín · ( Italia)                                                                           | Daisuke Takahashi Japón                                                                     | Mao Asada Japón                                                                             | Qing Pang Jian Tong China                                                                   | Tessa Virtue · Scott Moir · Canadá                                                          |
| CI       | 2011        | Moscú · ( Rusia)                                                                            | Patrick Chan · Canadá                                                                       | Miki Ando Japón                                                                             | Aliona Savchenko · Robin Szolkowy · Alemania                                                | Meryl Davis Charlie White Estados Unidos                                                    |
| CII      | 2012        | Niza ( Francia)                                                                             | Patrick Chan · Canadá                                                                       | Carolina Kostner · Italia                                                                   | Aliona Savchenko · Robin Szolkowy · Alemania                                                | Tessa Virtue · Scott Moir · Canadá                                                          |
| CIII     | 2013        | London · ( Canadá)                                                                          | Patrick Chan · Canadá                                                                       | Kim Yu-Na Corea del Sur                                                                     | Tatiana Volosozhar · Maxim Trankov · Rusia                                                  | Meryl Davis Charlie White Estados Unidos                                                    |
| CIV      | 2014        | Saitama ( Japón)                                                                            | Yuzuru Hanyu Japón                                                                          | Mao Asada Japón                                                                             | Aliona Savchenko · Robin Szolkowy · Alemania                                                | Anna Cappellini · Luca Lanotte · Italia                                                     |
| CV       | 2015        | Shanghái ( China)                                                                           | Javier Fernández · España                                                                   | Yelizaveta Tuktamysheva · Rusia                                                             | Meagan Duhamel · Eric Radford · Canadá                                                      | Gabriella Papadakis Guillaume Cizeron Francia                                               |
| CVI      | 2016        | Boston ( Estados Unidos)                                                                    | Javier Fernández · España                                                                   | Yevgueniya Medvedeva · Rusia                                                                | Meagan Duhamel · Eric Radford · Canadá                                                      | Gabriella Papadakis Guillaume Cizeron Francia                                               |
| CVII     | 2017        | Helsinki · ( Finlandia)                                                                     | Yuzuru Hanyu Japón                                                                          | Yevgueniya Medvedeva · Rusia                                                                | Sui Wenjing Han Cong China                                                                  | Tessa Virtue · Scott Moir · Canadá                                                          |
| CVIII    | 2018        | Milán · ( Italia)                                                                           | Nathan Chen Estados Unidos                                                                  | Kaetlyn Osmond · Canadá                                                                     | Aliona Savchenko · Bruno Massot · Alemania                                                  | Gabriella Papadakis Guillaume Cizeron Francia                                               |
| CIX      | 2019        | Saitama ( Japón)                                                                            | Nathan Chen Estados Unidos                                                                  | Alina Zaguitova · Rusia                                                                     | Sui Wenjing Han Cong China                                                                  | Gabriella Papadakis Guillaume Cizeron Francia                                               |
| CX       | 2020        | Montreal · ( Canadá)                                                                        | Cancelado                                                                                   | Cancelado                                                                                   | Cancelado                                                                                   | Cancelado                                                                                   |
| CXI      | 2021        | Estocolmo · ( Suecia)                                                                       | Nathan Chen Estados Unidos                                                                  | Anna Shcherbakova · Rusia                                                                   | Anastasiya Mishina · Alexandr Galiamov · Rusia                                              | Viktoriya Sinitsina · Nikita Katsalapov · Rusia                                             |
| CXII     | 2022        | Montpellier ( Francia)                                                                      | Shoma Uno Japón                                                                             | Kaori Sakamoto Japón                                                                        | Alexa Knierim Brandon Frazier Estados Unidos                                                | Gabriella Papadakis Guillaume Cizeron Francia                                               |
| CXIII    | 2023        | Saitama ( Japón)                                                                            | Shoma Uno Japón                                                                             | Kaori Sakamoto Japón                                                                        | Riku Miura Ryuichi Kihara Japón                                                             | Madison Chock Evan Bates Estados Unidos                                                     |
| CXIV     | 2024        | Montreal · ( Canadá)                                                                        | Ilia Malinin ( Estados Unidos)                                                              | Kaori Sakamoto Japón                                                                        | Deanna Stellato-Dudek · Maxime Deschamps · Canadá                                           | Madison Chock Evan Bates Estados Unidos                                                     |
| CXV      | 2025        | Boston ( Estados Unidos)                                                                    | Ilia Malinin ( Estados Unidos)                                                              | Alysa Liu Estados Unidos                                                                    | Riku Miura Ryuichi Kihara Japón                                                             | Madison Chock Evan Bates Estados Unidos                                                     |
| CXVI     | 2026        | Praga · ( República Checa)                                                                  |                                                                                             |                                                                                             |                                                                                             |                                                                                             |

## Medallero histórico
- Actualizado a Boston 2025.

| Núm. | País            | Oro | Plata | Bronce | Total |
| ---- | --------------- | --- | ----- | ------ | ----- |
| 1    | Rusia           | 83  | 70    | 55     | 208   |
| 2    | Estados Unidos  | 63  | 65    | 84     | 212   |
| 3    | Austria         | 36  | 44    | 32     | 112   |
| 4    | Canadá          | 36  | 39    | 37     | 112   |
| 5    | Alemania        | 34  | 52    | 42     | 128   |
| 6    | Reino Unido     | 28  | 30    | 26     | 84    |
| 7    | Japón           | 18  | 20    | 15     | 53    |
| 8    | Francia         | 16  | 19    | 19     | 54    |
| 9    | Suecia          | 15  | 7     | 11     | 33    |
| 10   | Hungría         | 13  | 7     | 15     | 35    |
| 11   | República Checa | 10  | 5     | 5      | 20    |
| 12   | Noruega         | 10  | 2     | 4      | 16    |
| 13   | China           | 8   | 11    | 9      | 28    |
| 14   | Suiza           | 4   | 2     | 2      | 8     |
| 15   | Países Bajos    | 4   | 1     | 3      | 8     |
| 16   | Finlandia       | 3   | 5     | 3      | 11    |
| 17   | Italia          | 3   | 4     | 9      | 16    |
| 18   | Corea del Sur   | 2   | 4     | 3      | 9     |
| 19   | Bélgica         | 2   | 1     | 2      | 5     |
| 20   | Bulgaria        | 2   | 1     | 1      | 4     |
| 21   | España          | 2   | 0     | 2      | 4     |
| 22   | Ucrania         | 1   | 0     | 2      | 3     |
| 23   | Kazajistán      | 0   | 3     | 1      | 4     |
| 24   | Polonia         | 0   | 0     | 2      | 2     |
| 25   | Israel          | 0   | 0     | 1      | 1     |
| 25   | Lituania        | 0   | 0     | 1      | 1     |
|      | TOTAL           | 393 | 392   | 386    | 1171  |

1. ↑  Incluye las medallas obtenidas por la URSS.
2. ↑  Incluye las medallas obtenidas por la RFA y la RDA entre 1949 y 1990.
3. ↑  Incluye las medallas obtenidas por Checoslovaquia.